# 甘得中
甘得中（1883年9月15日—1964年12月24日），字復蘇，日式姓名大野正道（一說天野正道），是一位出身臺灣彰化的政治人物及政治運動者。

## 生平
1883年（光緒九年）9月15日，甘得中出生於彰化縣城；他是甘國英的第五個兒子。自幼，他進入私塾習漢學。1895年，他目睹二哥被日軍以刺刀殺害。稍後，他入彰化公學校（今彰化縣彰化市中山國民小學前身）就讀。後來，他受林獻堂資助前往早稻田大學就讀。1906年（明治38年）3月，他因捐贈帝國義勇艦隊建設義金獲授「帝國義勇艦隊建設之章」。
返臺後，他經營中央商會，並參與由板垣退助等領導的臺灣同化會，投入於公益及文化活動。1920年，他擔任秀水庄和花壇庄長，又擔任官派臺中州協議會員直到1935年。1936年至1939年間，他擔任臺中州議員。在經營大新商事會社外，他也曾在皇民化時期任皇民奉公會臺中州支部委員。後來，他在中國抗日戰爭後期前往中國擔任華中煤炭製造廠理事及上海新華企業公司社長等職位。

## 家庭
甘得中與李昌結婚，並育有甘仲昌、甘拜昌、甘競昌、甘寶釵、甘翠釵、甘珍釵等子女。甘珍釵嫁日治時期社會活動家張秀哲。

## 軼事
- 林攀龍（林獻堂的長子）曾跟隨甘得中前往日本求學。[7]
- 甘得中擔任林獻堂的秘書時曾與梁啟超在奈良偶遇並深受其思想感動[3]，並為二人擔任翻譯。[8]
- 甘得中曾在1913年經板垣退助介紹與戴傳賢討論臺灣人的處境。[9]
- 賴和是甘得中的好友，兩人死後也都被安葬在彰化市第二公墓。[10]

## 流行文化

### 小說
- 《阿罩霧三少爺》（李潼，1999年）[11][12]

## 後代
甘寶釵與張秀哲結婚，並育有張超英等子女。甘翠釵與盧慶雲結婚，並育有盧千惠等子女。

## 外部連結
- 盧千惠憶外公甘得中 （页面存档备份，存于）
- 甘得中 - 臺灣史檔案資源系統 - 中央研究院 （页面存档备份，存于）